# 札幌市立平岡緑中学校
札幌市立平岡緑中学校（さっぽろしりつひらおかみどりちゅうがっこう）は、北海道札幌市清田区にある公立中学校である。

## 概要
校舎は地上3階建てでバリアフリー建築である。また、すぐ近くを北緯43度線が通っている。
1999年に新設校として設立され、校区は札幌市立上野幌中学校及び札幌市立平岡中学校より分割する形で定められた。

## 沿革
- 1998年4月 - 仮称「里塚北地区中学校」開校事務取扱発令
- 1998年5月 - 正式名称を札幌市立平岡緑中学校と決定
- 1999年3月 - 移籍生徒受け入れ（札幌市立上野幌中学校・札幌市立平岡中学校）・開校式、開校祝賀会
- 2002年8月 - 男子バスケットボール部が第32回全国中学校バスケットボール大会第3位
- 2003年8月 - 男子バスケットボール部が第33回全国中学校バスケットボール大会でベスト8[1]
- 2003年11月 - 吹奏楽部が日本管楽合奏コンテスト中学校A部門にて最優秀賞を受賞[2]
- 2008年10月 - 開校10周年記念式典、合唱部が第75回NHK全国学校音楽コンクール全国大会出場
- 2010年8月 - 女子剣道部が第40回全国中学校剣道大会に出場[3]

## 著名な部活動
- 男子バスケットボール部
- 女子剣道部
- 卓球部
- 吹奏楽部
- 合唱部